# Осетинская улица (Владикавказ)
Осетинская улица — улица во Владикавказе (Северная Осетия, Россия). Находится в Иристонском муниципальном округе между улицами Армянской и Павленко. Осетинская улица пересекается с улицами Штыба и Коста Хетагурова.

## История
Улица названа в честь осетинского народа.
Улица образовалась в начале XIX века. Отмечена на плане г. Владикавказа 60-70 гг. XIX века как Асетинская улица (искажённое Осетинская). Упоминается под названием «Осетинская улица» в Перечне улиц, площадей и переулков от 1911 и 1925 годов.

## Здания и учреждения
- д. 4 — памятник истории и культуры Северной Осетии. В этом здании проживал кавказовед Леонид Петрович Семёнов[4], воспитывался Алибек Алибекович Тахо-Годи, останавливался норвежский путешественник Фритьоф Нансен[5].
- 37 — в этом здании с 1927 по 1970 год проживал Народный артист РСФСР Михаил Туганов[4].

## Источник
- План г. Владикавказа (Фрагмент. «Карта Кавказского края». Издание картографического заведения А. Ильина. СПб. 60-70 гг. XIX в).
- План областного города Владикавказа (Издание 1911 г. Областного статистического комитета).
- Владикавказ. Карта города, изд. РиК, Владикавказ, 2011
- Кадыков А. Н., Улицы, переулки, площади и проспекты г. Владикавказа: справочник, изд. Респект, Владикавказ, 2010, стр. 278, ISBN 978-5-905066-01-6
- Торчинов В. А., Владикавказ., Краткий историко-краеведческий справочник, Владикавказ, Северо-Осетинский научный центр, 1999, стр. 91, 92, ISBN 5-93000-005-0